# Assainissement non collectif
Pour les articles homonymes, voir ANC.
L'assainissement non collectif (ANC) ou assainissement autonome est le traitement des eaux usées domestiques produites par un immeuble non raccordé au réseau public de collecte (égouts). 
Le terme d'assainissement non collectif, ou autonome, désigne généralement l'ensemble des étapes de traitement permettant d'épurer les eaux usées d'une habitation individuelle, unifamiliale, en principe sur la parcelle portant l'habitation, sans transport des eaux usées. Une extension (plus rare) concerne le traitement des eaux usées de quelques habitations voisines sur un terrain privé. On parle alors d'assainissement non collectif regroupé. En revanche un groupement qui comporte un petit réseau de collecte et un dispositif de traitement (épandage, massif filtrant, etc ) sur terrain communal est un assainissement collectif puisque raccordé à un réseau public.

## Dispositifs traditionnels
Il s'agit des dispositifs utilisant le pouvoir épurateur du sol en place ou reconstituant un sol

### Collecte
La collecte consiste à diriger les effluents liquides de l'habitation (cuisine, salle de bain, toilette...) vers le système de prétraitement. Le diamètre des conduites est dimensionné de façon à permettre une évacuation rapide des eaux usées, limiter la formation de bouchons et permettre de curer les canalisations. Il est généralement de 100mm.

### Traitement par fosse toutes eaux

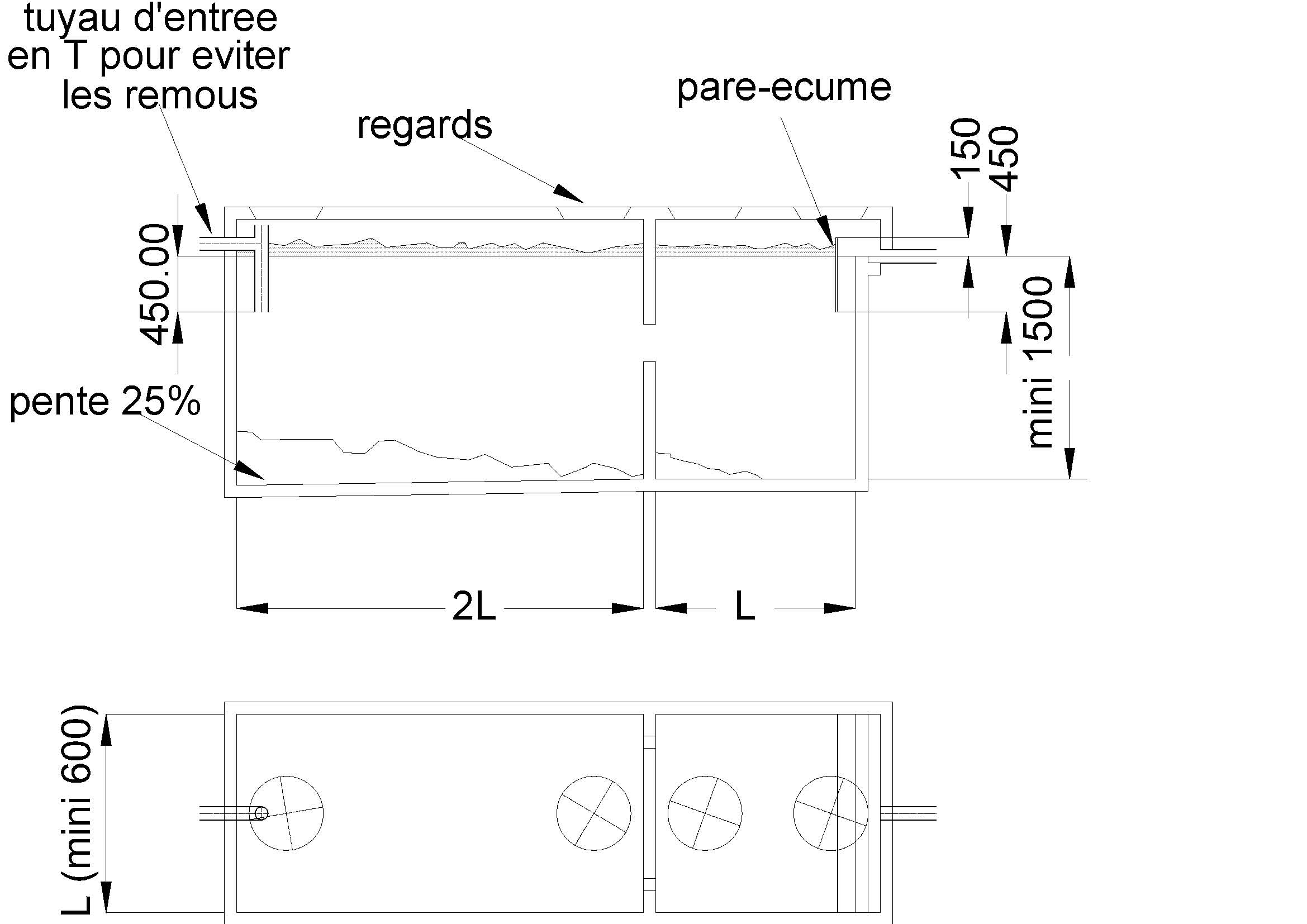
Schéma d'une fosse septique

La « fosse toutes eaux » est parfois utilisée comme prétraitement. Son rôle est de retenir toutes les matières solides et les déchets flottants, dont les huiles et les carburants. Ce système seul ne traite cependant que 30 % de la pollution initiale. 
Les fosses toutes eaux sont ainsi appelées, car elles recueillent toutes les eaux de la maison, et non seulement les eaux en provenance des toilettes (ou eaux grises). Anciennement, les fosses septiques recueillaient uniquement les eaux noires ("eaux vannes"), mais ce type de système est interdit depuis 2009.[réf. nécessaire]
Dans certaines solutions, comme dans les microstations d'épuration ou les filtres compacts, la fosse toutes eaux est remplacée par un premier compartiment à l'intérieur de l'installation d'assainissement (appelé le décanteur) qui prend alors pour fonction le prétraitement des eaux usées :
Fonction physiqueLa fonction principale de la fosse toutes eaux est la séparation gravitaire des solides qui se déposent au fond du compartiment, les flottants (graisses, eau, huiles, papiers, etc.) restant aussi dans la partie haute de ce premier compartiment.
Fonction biologiqueDans une certaine mesure, on a une liquéfaction par digestion de l'effluent due à des bactéries anaérobies, et un dégagement de gaz nécessitant une ventilation secondaire en sortie de fosse. L'absence d'air forcé limite fortement cette opération dans les fosses toutes eaux.

L'arrivée des effluents se fait dans le premier compartiment par un déflecteur pour garantir la tranquillisation de l'effluent pour ne pas perturber la fonction physique et le travail des bactéries anaérobies.
Le travail de ces bactéries peut être aidé par des produits spéciaux du commerce à ajouter, que l'on jette dans la cuvette des WC à intervalles réguliers pour accélérer le processus de transformation du liquide par les bactéries anaérobies. 
Le passage du premier compartiment au second se fait par une cloison dite siphoïde, placée à mi-hauteur des deux compartiments, bloquant les flottants ainsi que les produits lourds et garantissant aussi la tranquillisation permettant ainsi aux petits déchets, suspendus dans l'eau, de se déposer dans le deuxième compartiment.

#### Préfiltre
Le préfiltre est très souvent situé en aval de la fosse. Il permet de retenir les grosses particules qui pourraient s'échapper de la fosse et évite ainsi tout risque de colmatage du système de traitement.
La pouzzolane est généralement utilisée comme filtre à particules.
Il existe aussi des filières où le préfiltre est incorporé à la fosse toutes eaux.

#### Puits de clarification
À la sortie de la fosse toutes eaux et du préfiltre, l'effluent devenu liquide passe dans un puits de clarification vertical avec parois en béton, pour se tranquilliser et se clarifier pendant plusieurs jours. L'odeur disparait petit à petit et le liquide est amené sur un grand lit de sable filtrant.
La fin de l'épuration se termine par des drains qui aboutissent à un tuyau de ventilation qui doit monter à un minimum de 2,50 m.

#### Bac dégraisseur
Situé en général en amont de la fosse, le bac dégraisseur retient les huiles, graisses et flottants ainsi qu'une partie des matières lourdes. 
Ce système est utilisé en cas d'importants rejets de graisse ou dans les cas où la fosse toutes eaux est éloignée de l'habitation. Il permet dans ce dernier cas d'éviter la solidification par le froid des graisses dans la tuyauterie (colmatage des conduites). 
Ce cas particulier de solidification des graisses est à prendre en compte, surtout, dans le cadre d'une installation dans laquelle la pente de la tuyauterie jusqu'à la fosse toutes eaux est faible.
Sa mise en place est évitée dans la mesure du possible afin de limiter la charge d'entretien du matériel. Elle est par contre obligatoire dans le cadre d'une activité liée à la restauration.

#### Dispersion
Une fois prétraitées, les eaux sont dispersées à même le terrain, grâce à des drains d'infiltration. Les bactéries aérobies présentes dans le sol traitent la pollution des eaux prétraitées par la fosse. 
Les eaux en sortie de fosse n'étant que partiellement traitées, il est interdit de les rejeter dans un cours d'eau, un fossé ou un puits perdu (appelé aussi puisard).

### Micro-station d'épuration
Une microstation d'épuration est un dispositif permettant d'effectuer le traitement complet des eaux usées. Ce dispositif se présente sous la forme d'un seul module compartimenté à l'intérieur.
Une microstation d'épuration fonctionne sur le même principe que les stations d'épurations municipales, grâce à l'aération. Le traitement est donc uniquement bactérien, sans filtration physique.
Les microstations existent depuis très longtemps, mais connaissent un regain d'intérêt depuis quelques années en raison de leur compacité, de leur flexibilité et de leur facilité d'installation.
Comme tous les autres dispositifs, un entretien régulier de la microstation est nécessaire afin d'assurer un bon fonctionnement. Il s'agit de vérifier régulièrement que l'alimentation électrique n'est pas coupée, que le compresseur fonctionne correctement, que le système d'alarme fonctionne, qu'aucune mauvaise odeur ne se dégage et que les ventilations ne sont pas bouchées. Un entretien annuel fait par un spécialiste de l'assainissement est également nécessaire. Il permettra de contrôler  le bon fonctionnement de l'ensemble du dispositif. Il est important de préciser que l'entretien comprend aussi la vidange qui devra être faite régulièrement (selon le volume de la fosse). Attention a bien suivre les prescriptions du constructeur car certaines installations peuvent être vidangées 4 fois par an.

### Filtre compact
Un filtre compact est un dispositif permettant d'effectuer le traitement complet des eaux usées. Ce dispositif se présente sous la forme d'un seul module compartimenté à l'intérieur et rempli d'un média filtrant. Le traitement est donc biologique (bactérien) et mécanique (filtration physique).
Les filtres compacts présentent l'avantage de ne pas consommer d'énergie et connaissent un engouement depuis quelques années en raison de leur compacité, de leur flexibilité, de leur consommation nulle en énergie et de leur facilité d'installation. Certains médias utilisés sont compostables (comme le Xylit ou les fragments de coco).

## Système alternatif
D'autres systèmes dits d'assainissement écologique fonctionnent sur le principe de la dissociation des flux d'eaux ménagères et des excrétas, avec parfois, pour ces derniers, la séparation de l'urine et des matières fécales pour des traitements adaptés de valorisation.
Le système de phytoépuration se base sur l'utilisation de plantes aquatiques pour réaliser la dépollution de l'eau.

## Réglementation

### En France

#### Subventions pour l'assainissement non collectif
L'assainissement non collectif coûte très cher, et constitue un enjeu de santé publique :
- Une installation complète peut coûter jusqu'à plus de 10 000 euros[4].

Le rejet dans la nature d'eaux usées non épurées peut poser des problèmes graves de santé aux humains, notamment véhiculer des maladies graves comme le choléra. Pour inciter les citoyens à mettre leurs installations d'assainissement non collectif aux normes, les gouvernements et les collectivités locales proposent un certain nombre de subventions.
En France, il peut s'agir de prêts de la CAF, de l'écoprêt à taux zéro, ou de subventions de l'Agence de l'eau ou de l'ANAH voire de la caisse des retraites.

#### L'assainissement non collectif depuis 2012
Entrés en vigueur le 1er juillet 2012, deux arrêtés ont modifié la règlementation concernant les installations d'assainissement non collectif.  
La nouvelle législation devait permettre d'une part l'installation de système d'assainissement neufs et de qualité, et d'autre part le remplacement des installations devenues trop vieilles et dangereuses pour l'environnement et la santé.  
En modifiant les dispositions entourant l'assainissement non collectif, les pouvoirs publics ont également voulu uniformiser les politiques communales traitant de ce sujet et notamment mettre un terme aux disparités concernant les contrôles effectués chez les particuliers.  
Les communes étant responsables des politiques d'assainissement, le gouvernement a souhaité harmoniser les pratiques afin d'éviter de trop grandes différences entre les territoires. 
Le premier arrêté concernant l'assainissement non collectif date du 7 mars 2012, le second du 27 avril 2012. La question du contrôle des installations est particulièrement importante puisque les SPANC (Service Public d'Assainissement non collectif) voient les modalités de contrôle ainsi que les critères d'évaluation des risques devenir plus précis.  
Dorénavant, les agents chargés de contrôler les installations doivent suivre de nouvelles instructions et changer les modes de contrôle. 
Pour les usagers, ces modifications entraînent également quelques changements. Au cas où l'installation actuelle se révèle dangereuse pour la santé ou pour l'environnement, le propriétaire dispose d'un délai de quatre ans pour réaliser les réparations ou changer de système d'assainissement. Si un contrôle révèle un problème de conformité, en cas de vente, l'acquéreur dispose d'un délai d'un an, à compter de la date de la signature de l'acte de vente, pour réaliser les travaux demandés.

#### Les marquages qualité en France
En « Assainissement non collectif », il existe différentes démarches volontaires par les fabricants pour apporter des éléments de preuve ou d’appréciation de performance vis-à-vis d'exigences d'ouvrage. Dans ces démarches, on retrouve avis technique, une procédure décrite et encadrée par l'arrêté du 2/12/1969, pilotée par le CSTB et impliquant l'expertise de groupes spécialisés. Cet avis technique est "une procédure qui s’appuie sur une analyse exhaustive des capacités du produit/procédé, en particulier sur des justifications accumulées dans les premières années d'existence et sur des résultats d'essais. Délivré de manière collégiale, il permet habituellement d'atteindre un niveau de sécurisation et de qualité comparable à celui de produits et procédés traditionnels. Pour l’emploi d’un produit ou composant relevant du marquage CE, l'avis est formulé dans un Document Technique d’Application (DTA). L'Avis Technique est généralement pris en compte dans les contrats d'assurance sans formalité particulière.
Sur la base de cet avis technique, un « marquage QB » est délivré donnant ainsi une marque de certification garantissant la qualité et l’impartialité du processus de certification ainsi que son niveau d’exigence.
On peut retrouver sur le site du CSTB les produits qui possèdent le marquage QB et l'Avis Technique.
Les produits possédant un marquage QB apparaissent dans la Liste Verte de la Commission Prévention Produits (C2P) qui est la liste des produits et/ou procédés bénéficiant d'un Avis Technique (ATec) en cours de validité et sont considérés comme technique courante par les assureurs. Les produits qui sont dans cette liste se voient couverts sans déclaration complémentaire par la garantie décennale de l'ouvrage principal assurant l'utilisateur final d'une garantie sur son produit.
En 2018, deux microstations possèdent ce marquage QB en France.

### En Belgique
Depuis le premier janvier 2018, les propriétaires d'un Système d’épuration individuelle (SEI) doivent être légalement couverts par un contrat d’entretien conclu avec un prestataire de services enregistré auprès de la SPGE (Société publique de gestion de l’eau),quelle que soit la taille du SEI. La fréquence minimale des entretiens dépend de la taille du système d’épuration : (< ou = 20 EH : 18 mois, entre 20 et 100 EH : 9 mois, > ou = 100 EH : 4 mois).